# Менорагія

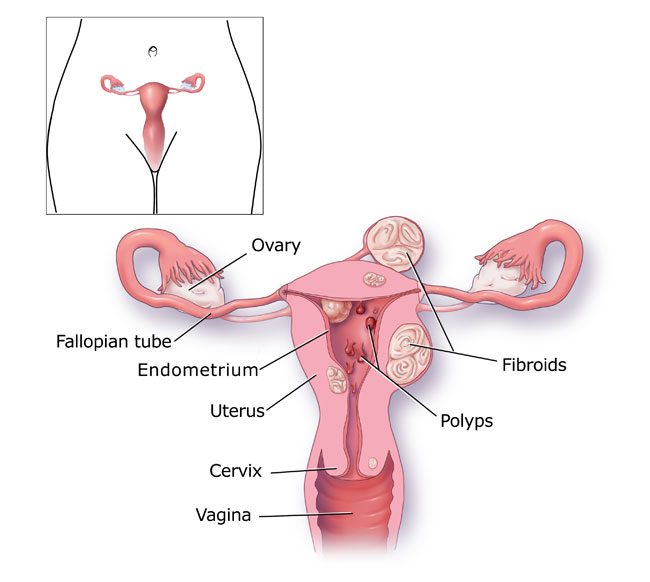
Менорагія

Менорагія (гематомурія, рясна менструальна кровотеча (РМК) — стан жіночого організму під час менструації з надмірно рясним виділенням крові. Це різновид аномальної маткової кровотечі (АМК).
Причинами аномальної маткової кровотечі можуть бути структурні аномалії жіночих репродуктивних органів, відсутність овуляції (ановуляція), гормональні порушення, рак органів жіночої репродуктивної системи.
Початкова оцінка стану пацієнтки під час діагностики спрямована на визначення наявності вагітності, проходження етапу менопаузи та визначення джерела кровотечі. Одною з причин для діагностики захворювання є кровотеча, яка триває понад 7 днів, або втрата понад 80 мл крові на день.
Лікування менорагії залежить від причини хвороби, тяжкості її перебігу та впливу стану на якість життя. Як першу лінію лікування, лікар призначає протизаплідні препарати або спіраль, а також знеболюючі засоби для зменшення запальних процесів (НПЗП). Хірургічне втручання використовують, якщо симптоми погано піддаються іншим методам лікування. Приблизно 53 з 1000 жінок страждають від АМК.

## Ознаки та симптоми
Нормальний менструальний цикл триває 21-35 днів, менструальна кровотеча триває в середньому 5 днів, а загальна крововтрата становить від 25 до 80 мл. Рясною менструальною кровотечею вважають менструальні виділення які перевищують 80 мл за цикл, коли жінці необхідно змінювати прокладки/тампон принаймні кожні 2 години через великий об'єм кровотечі та коли потребується зміна прокладки/тампона посеред ночі або кровотеча триває більше 7 днів. Відхилення щодо частоти менструацій, тривалості менструацій або обсягу менструацій кваліфікуються як аномальна маткова кровотеча. Кровотеча між менструаціями, поза репродуктивним віком або після статевого акту також є аномальною матковою кровотечею і тому потребує подальшого обстеження.

## Причини
Зазвичай не вдається визначити точну причинну аномалії і лікування спрямоване скоріше на симптом, чим на конкретний вплив на механізм хвороби. Однак, існують відомі причини аномальних маткових кровотеч. Серед них визначають такі:
- Рясні менструації, але нормальний цикл:
  - Без відчуття болю:
    - Фіброми (лейоміома) — фіброми в стінці матки спричиняють збільшення менструального циклу, якщо вони виступають у центральну порожнину і тим самим збільшують площу поверхні ендометрію.
    - Порушення згортання крові (рідко) — у зв'язку з відшаруванням кровоносних судин слизової оболонки ендометрія повинен відбутися нормальний процес згортання крові, щоб обмежити і зрештою припинити кровотік. Аномалії тромбоцитів (такі як ІТП) або згортання крові (такі як хвороба фон Віллебранда) або застосування антикоагулянтів (таких як варфарин) тому є можливими причинами, хоча й у рідкісній меншості випадків.
    - Рак ендометрію (рак слизової оболонки матки) — кровотечі також можуть бути нерегулярними, між менструаціями або після менопаузи (кровотеча після менопаузи або ПМК)
    - Поліп ендометрію

  - Болісні (тобто пов'язані з дисменореєю):
    - Запальне захворювання органів малого тазу
    - Аденоміоз — розростання ендометріальної тканини на зовнішню м'язову стінку матки, що може спричинити біль і аномальну кровотечу під час відшарування ендометрію.
    - Ускладнення, пов'язані з вагітністю (наприклад, викидень)
- Короткий цикл (менше 21 дня), але нормальні менструації.
- Короткий цикл і рясні менструації через дисфункцію яєчників і можуть бути вторинними внаслідок закупорки кровоносних судин пухлинами.
- Синдром полікістозних яєчників.[4]
- Системні причини: захворювання щитовидної залози, надмірні емоційні/фізичні навантаження.[4]
- Інфекція, що передається статевим шляхом.[4]
- Мідна внутрішньоматкова спіраль

## Види менорагії

### Пубертатна менорагія (первинна)
Діагноз аномальна маткова кровотеча або пубертатна менорагія ставлять дівчаткам-підліткам з першого дня настання менструації і до 17 років включно. Кровотечі не відповідають параметрам нормальної менструації і викликають дискомфорт у дівчаток.

### Ідіопатична менорагія
Аномальна кровотеча у підлітків і дорослих сформованих дівчат, що збігається за термінами з менструацією, неясної причини.

### Вторинна менорагія
Розвивається у дорослих жінок з встановленим менструальним циклом. Як правило, раніше їх менструація протікала нормально, але вторинна менорагія свідчить про можливі захворювання жіночої статевої системи і вимагає уважного огляду у гінеколога.

## Патофізіологія
АМК пов'язана зі збільшенням омега-6 типу AA у тканинах матки. Ендометрій людей з АМК має більш високі рівні простагландину (E2, F2alpha та інші) порівняно з жінками з нормальною менструацією. Вважається, що простагландини є побічним продуктом накопичення омега-6. Крім того, виявлено, що простагландини викликають аномальні, хворобливі скорочення матки, що робить їх джерелом цільової терапії.

## Діагностика
Діагноз в основному встановлюється шляхом збору історії хвороби пацієнтки з подальшим фізичним оглядом і вагінальним ультразвуковим дослідженням . При необхідності можуть бути використані лабораторні дослідження або гістероскопія . Нижче наведено список діагностичних процедур, які медичні працівники можуть використовувати для визначення причини аномальної маткової кровотечі:
- Обстеження органів малого тазу та прямої кишки, щоб переконатися, що кровотеча не почалась із нижніх репродуктивних органів (тобто піхви, шийки матки) або прямої кишки
- Мазок Папаніколау для виключення неоплазії шийки матки
- Ультразвукове дослідження органів малого тазу є першим діагностичним інструментом для виявлення структурних аномалій.[15]
- Біопсія ендометрія у пацієнтів з високим ризиком раку ендометрія або атипової гіперплазії чи злоякісності.[16]
- Соногістерографія для оцінки аномалій слизової оболонки матки[17]
- Гістероскопія (необхідно запропонувати анестезію)[16]
- Дозування тиреотропного гормону та тиреотропін-рилізинг гормону для виключення гіпотиреозу[18]

У Сполученому Королівстві рекомендації NICE стверджують, що: «Багатьом жінкам, які звертаються до закладів первинної медичної допомоги з симптомами АМК можна запропонувати лікування без необхідності подальшого обстеження. Однак обстеження за допомогою діагностичних методів може бути виправданим для жінок, чий анамнез чи обстеження яких свідчить про структурну патологію чи патологію ендометрія, або для яких початкове лікування виявилося неефективним».

## Лікування
Лікування залежить від того, яку основну причину симптому буде встановлено. Призначення лікаря варіюється між медикаментами, радіацією та хірургічним втручанням. Рясні місячні під час менархе та менопаузи можуть припинятися спонтанно (менархе є початком, а менопауза — припиненням місячних).
Якщо ступінь кровотечі легкий, то обстеження роблять для запевнення, що немає зловісної основної причини. Якщо через нормальну кровотечу виникає анемія, рекомендовано використовувати препарати заліза, щоб допомогти відновити нормальний рівень гемоглобіну .
Варіант лікування для тих, хто має АМК і не має ідентифікованої патології, міоми менше 3 см у діаметрі та/або підозрюваний чи підтверджений аденоміоз — це левоноргестрел-вивільняюча внутрішньоматкова система (LNG-IUS). Дані клінічних випробувань свідчать про те, що LNG-IUS може бути кращим за іншу медичну терапію з точки зору впливу АМК на якість життя.
Зазвичай оральні комбіновані контрацептиви або препарати, що містять лише прогестерон, приймають протягом кількох місяців, але для довгострокового лікування можна використовувати альтернативи ін'єкційного препарату Депо Провера або новішої внутрішньоматкової системи (ВМС), що вивільняє прогестерон . Зокрема, оральний контрацептив, що містить естрадіолу валерат і дієногест, може бути більш ефективним, ніж транексамова кислота, НПЗП і ВМС. Фіброми можуть реагувати на гормональне лікування, а якщо ні — може знадобитися променеве опромінення або хірургічне видалення. У Великій Британії, щодо гормонального лікування, рекомендації NICE стверджують, що: «Не було знайдено жодних доказів черезшкірного фокусованого ультразвукового дослідження під контролем МРТ для міоми матки, а також щодо таблеток, що містять лише прогестаген, прогестагенів для ін'єкцій або прогестагенових імплантатів».Таблетки гестагену, незалежно від короткочасного або тривалого прийому, не настільки ефективні для зменшення менструальної крововтрати, як LNG-IUS або транексамова кислота.
Лікування аномальної маткової кровотечі транексамовою кислотою призводить до зменшення кровотечі шляхом пригнічення ферментів, що розчиняє згусток крові. Це лікування виявляється більш ефективним, ніж протизапальне лікування, наприклад НПЗЗ, але менш ефективне, ніж лікування системами LNG-IUS. Таблетки транексамової кислоти можуть зменшити втрати крові до 50 %. Їх можна поєднувати з гормональними препаратами, згаданими раніше.
НПЗП також використовуються для зменшення сильної менструальної кровотечі в середньому на 20-46 % шляхом пригнічення вироблення простагландинів. З цією метою НПЗП приймають лише протягом 5 днів менструального циклу, що обмежує їх найбільш поширений побічний ефект, а саме — диспепсію .
Остаточним лікуванням сильних менструальних кровотеч є проведення операції гістеректомії (видалення матки). Ризики процедури були знижені завдяки заходам, спрямованим на мінімізацію ризику тромбозу глибоких вен після операції, а також переходу від переднього черевного до вагінального підходу, що значно мінімізує дискомфорт і час відновлення для пацієнтки; однак велика міома може зробити матку занадто великою для видалення за допомогою вагінального доступу. Невеликі міоми можна вилікувати шляхом місцевого видалення (міомектомія). Іншою хірургічною технікою є видалення (руйнування) ендометрія за допомогою тепла (термоабляція). Ефективність абляції ендометрію, ймовірно, подібна до LNG-IUS, але докази невідомі, чи гістеректомія є кращою чи гіршою за LNG-IUS для покращення стану при АМК.

### Лікарські засоби
- Перша лінія лікування:

Вплив тривалого прийому гормональних препаратів на ризик раку (у жінок дітородного віку).

  - Внутрішньоматкова спіраль з прогестероном
- Друга лінія:
  - Транексамова кислота — антифібринолітичний засіб
  - Нестероїдні протизапальні засоби (НПЗЗ).
  - Комбіновані оральні контрацептиви для запобігання проліферації ендометрію
- Третя лінія:
  - Пероральний гестаген (наприклад, норетистерон) для запобігання проліферації ендометрію
  - Ін'єкційний гестаген (наприклад, Depo provera)
- Інші варіанти
  - Агоніст гонадотропін-рилізинг гормону

### Хірургічне втручання
- Розширення та кюретаж не рекомендовані у випадках звичайної сильної менструальної кровотечі, вони мають зарезервовану роль, якщо спонтанний аборт є неповним[29]
- Абляція ендометрія не рекомендована жінкам з активною або нещодавньою інфекцією статевих органів або органів малого тазу, відомою або підозрюваною гіперплазією або злоякісним новоутворенням ендометрію.[30]
- Емболізація маткової артерії (ЕМА) є поширеним методом лікування при наявності лейоміоми. Частота серйозних ускладнень порівнянна з частотою міомектомії або гістеректомії ; однак ЕМА представляє підвищений ризик незначних ускладнень і потреби в хірургічному втручанні протягом двох-п'яти років.[31][32]
- Гістероскопічна міомектомія — це малоінвазивна хірургічна процедура для видалення лейоміом (інакше відомих як міоми). Хоча це безпечний і ефективний спосіб лікування менструальних розладів, але незрозуміло, чи є він корисним для лікування безпліддя.[33]
- Гістеректомія — це хірургічна процедура, яка полягає в повному видаленні матки та може включати видалення фаллопієвих (також відомих як маткові труби), шийки матки та яєчників.[34]

## Ускладнення
Попередні дослідження показали нетривіальне зниження якості життя в осіб з АМК; однак не існує єдиного показника, який був би достатньо конкретним для вимірювання пов'язаної зі здоров'ям якості життя людей із АМК. АМК може мати значний вплив на фізичні, психологічні та соціальні аспекти життя людей. Наприклад, велике перехресне дослідження в Сполучених Штатах виявило суттєвий зв'язок між АМК та нижчим рівнем зайнятості, втратою заробітку та нижчою самооцінкою загального здоров'я порівняно з населенням у цілому. Фізичні та соціальні проблеми, включно з виконанням домашньої роботи, збентеженням життя та соціальним життям, також були визначені як вагомі причини, чому люди з АМК звертаються за допомогою. Хоча основний вплив АМК є насамперед фізичним і соціальним, попередні дослідження також виявили зворотний зв'язок між АМК і психологічними станами.
Крім соціального стресу, пов'язаного з тривалою і важкою менструацією, з часом втрата крові може виявитися більшою, ніж запаси заліза в організмі або швидкість поповнення крові, що призводить до анемії . Симптоми, пов'язані з анемією, можуть включати задишку, втому, слабкість, поколювання та оніміння в пальцях рук і ніг, головні болі, депресію, зниження імунітету і часті простудні захворювання та погану концентрацію уваги в роботі і навчанні.

## Дослідження
Внутрішньоматкова система, що ти летальний кінець через поліорганну недостатність на тлі анемічного синдрому або порушення згортання крові при хронічних аномальних маткових кровотечах, що турбують на регулярній основі та синдром гострої крововтрати.ьняє левоноргестрел, і ліки (транексамова кислота, мефенамінова кислота, протизаплідні таблетки з комбінованим естрогеном і прогестагеном або прогестерон) однаково ефективні для зменшення впливу на АМК.